# ジャウィ文字
ジャウィ文字（ジャウィもじ、マレー語: Tulisan Jawi توليسن جاوي）とは、マレー語をはじめとするマレー・ポリネシア語派の言語を表記するために、アラビア文字を改良して創られた文字である。「ジャウィ」とはアラビア語で「ジャワの島々」（アラビア語: الجزائر الجاوي）を表す略語である。

## 概要
東南アジア島嶼部（マレー半島やスンダ列島、及びフィリピン諸島南部から成る地域）にイスラームが普及した14世紀頃から使用され始め、島嶼部全域がヨーロッパ諸国の植民地となった20世紀初頭まで広く使用されていた。使われ始めた正確な時期は不明だが、現存する最古のジャウィ文字は、マレーシアのトレンガヌ州で見つかった1303年記載と推定される碑文の文書である。（本ページの画像参照。）
ヨーロッパ諸国による植民地時代にラテン文字が普及したことから、マレーシア、シンガポール、インドネシア及びフィリピンの各国は、公用語であるマレー語・インドネシア語またはフィリピン語の一般的な言語表記にローマ字を採用している。そのため、これらの国々では宗教的・文化的な場面を除いてジャウィ文字が使われる機会は大きく減っている。しかし、ブルネイでは今でもマレー語を表記する公式な文字の一つとされているほか、マレーシアでも公共の場（標識など）で表記をよく見かけることができる（本ページの画像参照）。これらの地域では、今でもジャウィ文字で発行される新聞・書籍が少なからずあり、学校でもその教授がされるなど、ジャウィ文字復権に向けた動きが続けられている。
今日でもジャウィ文字が頻繁に使用されているのは、ブルネイとマレーシア国内で伝統に保守的なトレンガヌ州、クランタン州、ケダ州、プルリス州及びジョホール州である。また、これら地域からの影響で、フィリピンでモロの多いスールー州やマラウィ市、インドネシアでマレー系インドネシア人の多いリアウ州、リアウ諸島州やアチェ人の多いアチェ、そしてタイでジャウィ語話者（マレー人）の多い深南部でも少なからず使われている。

## 文字一覧
アラビア語にない音（p g c v ng ny）を表すための文字が追加されている。
| 符号位置 | 単独字 |          | 頭字 | 中字 | 尾字 | 呼び名      | 呼び名 (KBBI) |
| -------- | ------ | -------- | ---- | ---- | ---- | ----------- | ------------- |
| U+0627   | ا      |          |      |      | ﺎ    | alif        | alif          |
| U+0628   | ب      |          | ﺑ    | ﺒ    | ﺐ    | ba          | ba            |
| U+062A   | ت      |          | ﺗ    | ﺘ    | ﺖ    | ta          | ta            |
| U+0629   | ة      |          |      |      | ـة   | ta marbutah | （記載なし）  |
| U+062B   | ث      | [ 注 3 ] | ﺛ    | ﺜ    | ﺚ    | sa (tha)    | sa            |
| U+062C   | ج      |          | ﺟ    | ﺠ    | ﺞ    | jim         | jim           |
| U+0686   | چ      | [ 注 4 ] | ﭼ    | ﭽ    | ﭻ    | ca          | （記載なし）  |
| U+062D   | ح      | [ 注 3 ] | ﺣ    | ﺤ    | ﺢ    | ha          | ha            |
| U+062E   | خ      | [ 注 3 ] | ﺧ    | ﺨ    | ﺦ    | kha (khO)   | kha           |
| U+062F   | د      |          |      |      | ﺪ    | dal         | dal           |
| U+0630   | ذ      | [ 注 3 ] |      |      | ﺬ    | zal         | zal           |
| U+0631   | ر      |          |      |      | ﺮ    | ra (rO)     | ra            |
| U+0632   | ز      |          |      |      | ﺰ    | zai         | zai           |
| U+0633   | س      |          | ﺳ    | ﺴ    | ﺲ    | sin         | sin           |
| U+0634   | ش      |          | ﺷ    | ﺸ    | ﺶ    | syin        | syin          |
| U+0635   | ص      | [ 注 3 ] | ﺻ    | ﺼ    | ﺺ    | sad (sOd)   | sad           |
| U+0636   | ض      | [ 注 3 ] | ﺿ    | ﻀ    | ﺾ    | dad (dOd)   | dad           |
| U+0637   | ط      | [ 注 3 ] | ﻃ    | ﻄ    | ﻂ    | ta (tO)     | ta            |
| U+0638   | ظ      | [ 注 3 ] | ﻇ    | ﻈ    | ﻆ    | za (zO)     | za            |
| U+0639   | ع      | [ 注 3 ] | ﻋ    | ﻌ    | ﻊ    | ain         | ʿain          |
| U+063A   | غ      | [ 注 3 ] | ﻏ    | ﻐ    | ﻎ    | ghain       | goin          |
| U+06A0   | ڠ      | [ 注 5 ] | ڠـ   | ـڠـ  | ـڠ   | nga         | nga           |
| U+0641   | ف      |          | ﻓ    | ﻔ    | ﻒ    | fa          | fa            |
| U+06A4   | ڤ      | [ 注 5 ] | ﭬ    | ﭭ    | ﭫ    | pa          | pa            |
| U+0642   | ق      | [ 注 3 ] | ﻗ    | ﻘ    | ﻖ    | qaf         | qaf           |
| U+06A9   | ک      |          | کـ   | ـکـ  | ـک   | kaf         | kaf           |
| U+0762   | ݢ      | [ 注 5 ] | ݢـ   | ـݢـ  | ـݢ   | ga          | ga            |
| U+0644   | ل      |          | ﻟ    | ﻠ    | ﻞ    | lam         | lam           |
| U+0645   | م      |          | ﻣ    | ﻤ    | ﻢ    | mim         | mim           |
| U+0646   | ن      |          | ﻧ    | ﻨ    | ﻦ    | nun         | nun           |
| U+0648   | و      |          |      |      | ﻮ    | wau         | wau           |
| U+06CF   | ۏ      | [ 注 5 ] |      |      | ـۏ   | va          | （記載なし）  |
| U+0647   | ه      |          | ﻫ    | ﻬ    | ﻪ    | ha          | ha            |
| U+0621   | ء      |          |      |      | ء    | hamzah      | hamzah        |
| U+064A   | ي      |          | ﻳ    | ﻴ    | ﻲ    | ya          | ya            |
| U+06CC   | ی      |          |      |      | ﻰ    | ye          | （記載なし）  |
| U+06BD   | ڽ      | [ 注 5 ] | ﭘ    | ﭙ    | ـڽ   | nya         | nya           |

- ジャウィ文字と、ローマ字との顕著な違いの一つに母音の表記が挙げられる。ローマ字では一般に母音のeと曖昧母音eを表記し分けないため、マレーシア語に不慣れな者は、eをエと発音するものなのか、曖昧なウのように発音するものなのかで迷うこととなる。しかしジャウィ文字ではeをي、曖昧母音eは無表記とするため、両者をスペル上で迷う事はない。ただし、ジャウィ文字では母音iもeも双方يで表記し、曖昧母音eも閉音節も双方無表記とするため、やはりジャウィ文字に不慣れな者は発音上で迷うことになる。つまり双方に通じていれば、いずれの表記でも発音上で迷うことは少なくなる。

## 画像

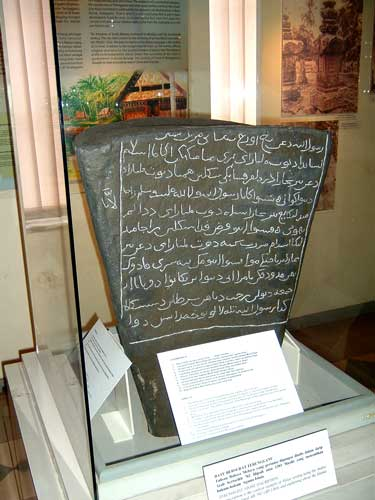
1303年に文字が刻まれたと推定されるトレンガヌの碑文石（英語版）。現存する最古のジャウィ文字となっている。（クアラルンプール・マレーシア国立博物館（英語版）蔵）
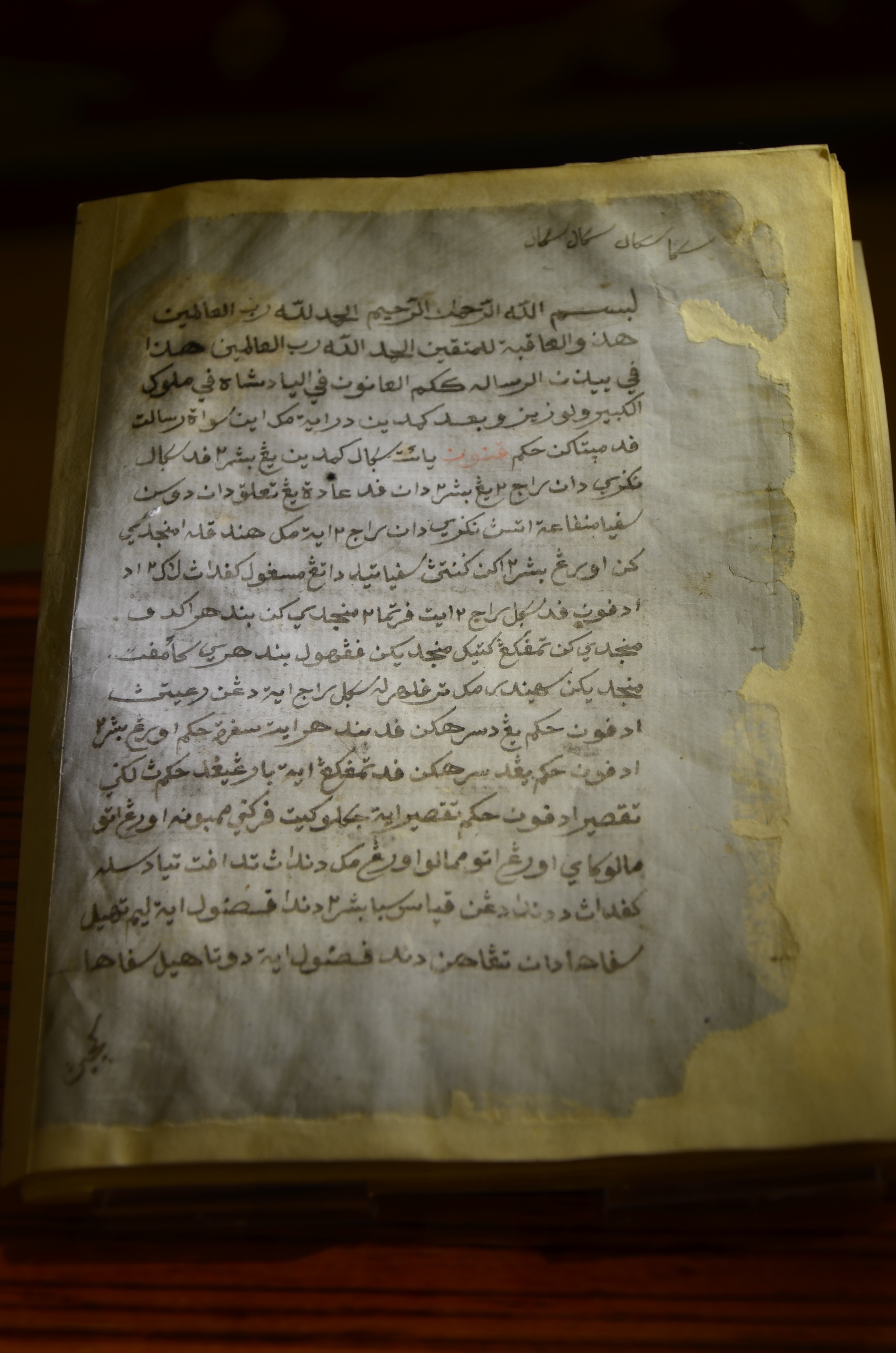
15世紀にジャウィ文字で書かれたムラカ法典（英語版）の複製品（クアラルンプール・マレーシア王立博物館（英語版）蔵）
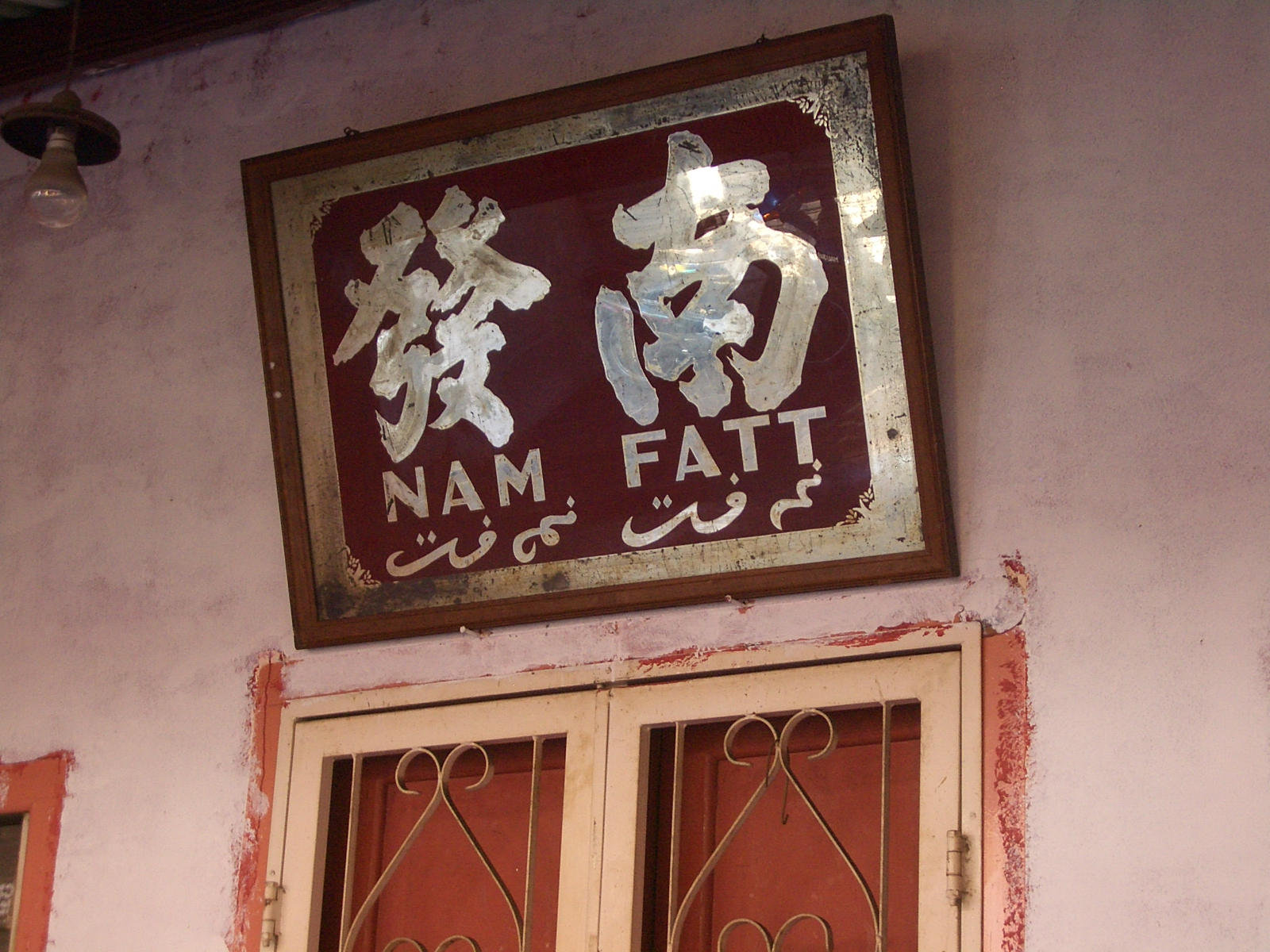
マレーシアのムラカ州・ムラカ旧市街にある建物で掲げられていた古い看板。「南發」という漢字の発音がラテン文字とジャウィ文字で併記されている[注 6]（2008年撮影）。
1963年～1965年に使用されたマレーシアの国章。盾の下へ置かれたバナーに、「団結は力なり」（Bersekutu Bertambah Mutu）というマレー語の標語がラテン文字とジャウィ文字で併記されている。
ブルネイの国章。三日月の下のバナーに、「ブルネイ・ダルサラーム」という国名がジャウィ文字で書かれている。なお、三日月の中に書かれている文字はアラビア文字である[注 7]。
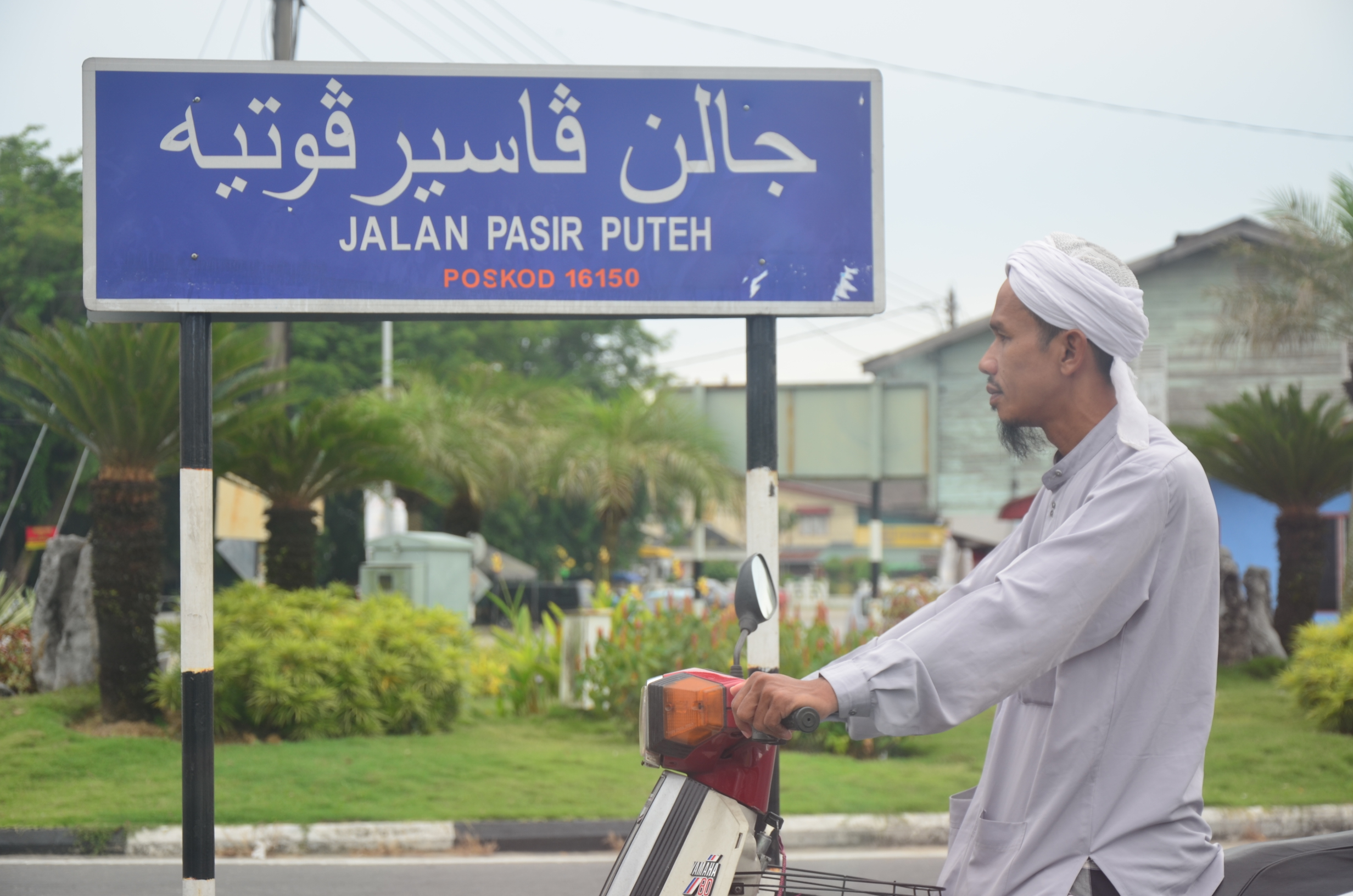
マレーシアのクランタン州コタ・バル郡（英語版）クバンクリアン（英語版）にある道路名を記した標識。「パシルプテ通り」（Jalan Pasir Puteh）というマレー語の名称がジャウィ文字とラテン文字で併記されている（2012年撮影）。
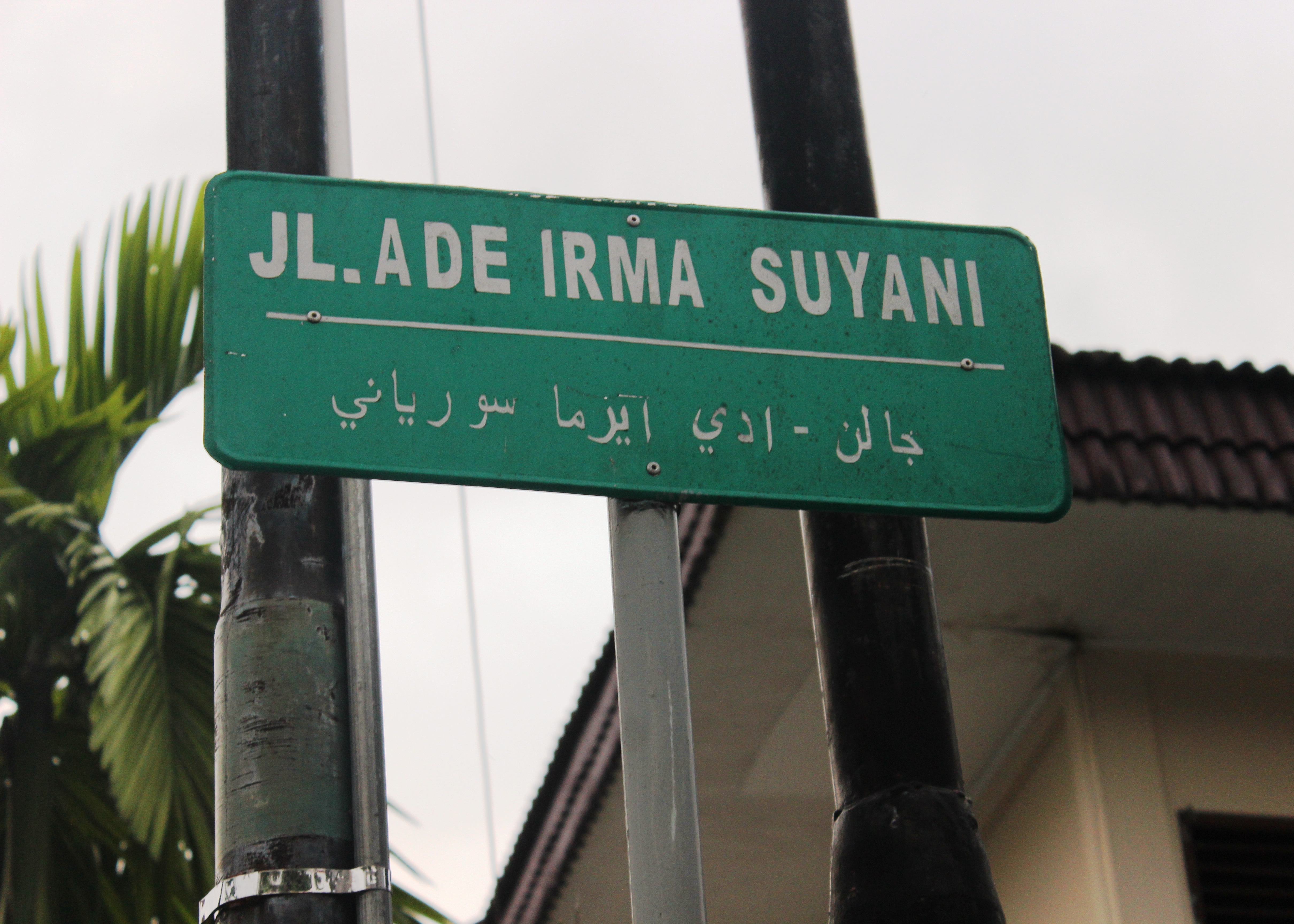
インドネシアのリアウ州・プカンバルにある道路名を記した標識。「アデ・イルマ・スルヤニ通り」（JL. Ade Irma Suyani[注 8]）というインドネシア語の名称がジャウィ文字とラテン文字で併記されている（2013年撮影）。
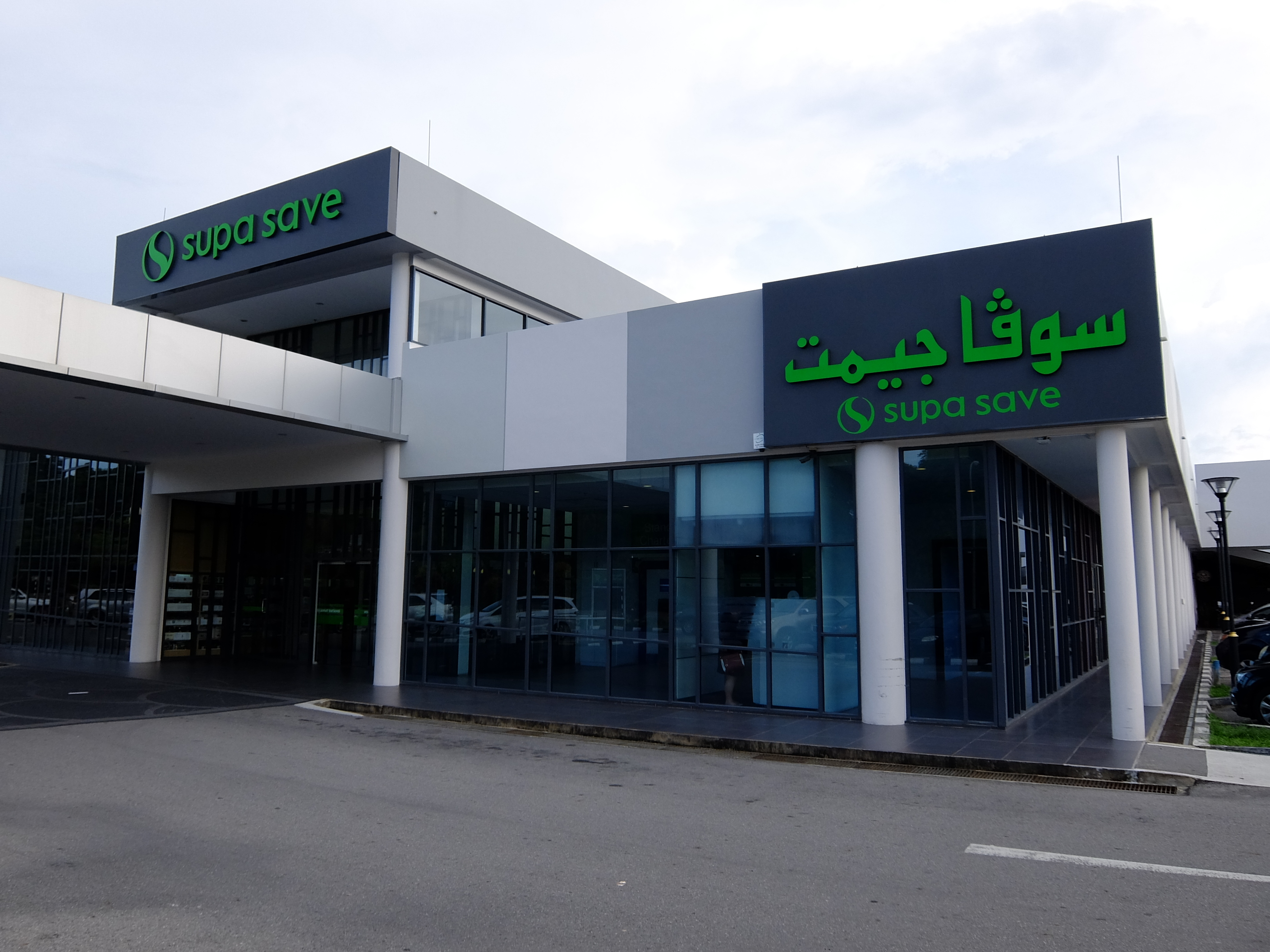
ブルネイのブライト地区・セリアにあるスーパーマーケット。店名の「スーパー・サヴ」（Supa Save）がジャウィ文字とラテン文字で併記されている（2018年撮影）。
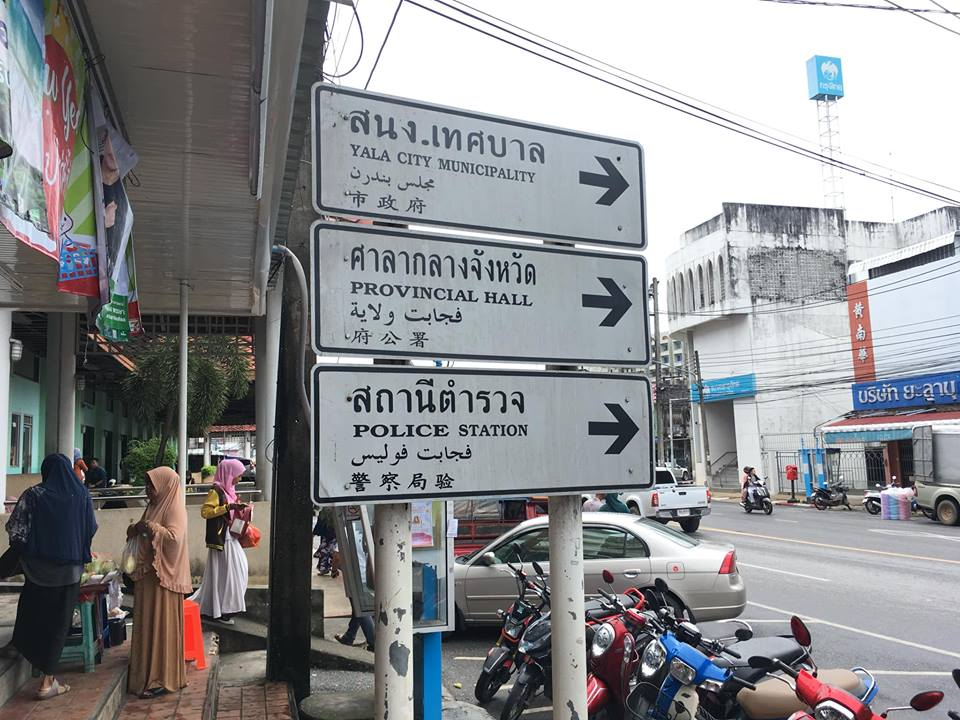
タイ王国のヤラー県・ムアンヤラー郡にあるジャウィ語（ジャウィ文字）の道路標識。タイ語、英語、簡体字中国語と併記されている（2018年撮影）。